# 里戈伊蒂亚
里戈伊蒂亚（西班牙語：Rigoitia）是西班牙巴斯克自治区比斯开省的一个市镇。总面积16平方公里，总人口485人（2001年），人口密度30人/平方公里。